# 黃元秀
黃元秀（1884年—1964年），中國浙江杭州人。参加辛亥革命推翻满清，参加討袁阻止袁世凱称帝，参加北伐消减军阀，参加抗日嬴得最終的勝利。杭州靈隐寺扁額“靈鹫飛来”的作者。

## 生平

### 留日
1903年，黄元秀自费前往日本，攻讀日本士官學校學習陸军。1905年7月底，孫中山於日本東京，邀約黄興（黄克强）與黄山樵（黄元秀於參加同盟會時所用的外号）等人加入同盟會，一起協商建立反清共和統一的革命组織。即日，黄元秀正式在中国同盟會诀議書上簽字，成为第三位领先加入的革命志士。

### 革命與北伐
1906年，黄元秀离日返国，在家鄉浙江杭州，開始積極從事推翻满清的革命大業。1911年辛亥年間，武昌起義，革命成功，同年也光復浙江。1912年，孫中山于南京就任臨時大總統並派任黄元秀為總統府參議。1913年，孫中山於日本東京籌組中華革命黨，黄元秀是第一批人黨人士。黃被任用為討閥袁世凯之建威路支隊隊長。經歴不斷地努力，以致日後袁世凯稱帝失敗。
1925年，於杭州西湖畔興建居處名為“放廬”（现稱涌金樓）。它是一幢三層樓的洋房。著名書畫家张大千每次訪杭旅游作畫，常下榻“放廬”。
1932年，黄元秀應卻非方丈之請，親自書寫扁額“靈鹫飛来”，懸掛於灵隐寺大殿門前。 

### 抗日與戰後
1937年七七事變，日軍發動侵華戰爭。同年10月，黄元秀二子黄正裕担任馬丁轟炸機分隊長一職。捍衛國士，英勇奋力抗抵日軍。一次出任務時，领隊轟炸當時正侵占上海地区的日軍，於南京上空失事。 
1937-1944年，於重慶参加了抗日工作。1945年抗戰勝利後，黄元秀即退役返回杭州, 積極著手於重整杭州，並邀杜時霞居士及佛教信徒共同出资重修灵隐寺的大雄宝殿。
1954年，“放廬”居處被杭州市市政府占用。後改建為涌金茶室, 現变身為青年艺术家天地。海外親屬多次申請要求歸还，市政府至今尚未落实。
1961年10月10日，在浙江省人民政府隆重纪念孙中山先生和辛亥革命五十周年时，浙江省省长江华向黄元秀先生颁发了“辛亥革命老人”的证书。
1964年，黄元秀于杭州逝世。

## 著作
- 《武当劍法大要》
- 《武术丛談》
- 《太极要义》